# Лазар Латиновић
Лазар Латиновић (Колунић, код Б. Петровца, 15. март 1915 — Београд, 31. децембар 2006), учесник Шпанског грађанског рата и Француског покрета отпора, током Другог светског рата, друштвено-политички радник и амбасадор СФР Југославије и председник Удружења шпанских бораца и пријатеља.

## Биографија
Рођен је 15. марта 1915. године у селу Колунић, код Босанског Петровца. После завршетка Трговачке академије у Бањој Луци, 1936. године је отишао у Праг, где је студирао економију.

### Шпански грађански рат
Заједно са групом југословенских студената, међу којима су били: Ратко Павловић Ћићко, Бранко Крсмановић, Вељко Влаховић, Лазар Удовички, Мирко Ковачевић, Марко Спахић, Иван Турк, Иво Вејвода, Ахмет Фетахагић и други, јануара 1937. године, отишао је у Шпанију, где се у редовима Интернационалних бригада борио за одбрану Шпанске републике и против фашизма. Најпре се налазио у батаљону „Димитров“ 15. интернационалне бригаде, а потом у антитенковској батерији „Петко Милетић“. Учествовао је у биткама на Харами, Брунетеу, Арагону, Екстремадури, Теруелу и Левантеу. Рањаван је два пута. Добио је чин капетана Шпанске републиканске армије и постао командир своје батерије. У чланство Комунистичке партије Југославије (КПЈ) примљен је 1938. године.

### Учешће у Француском покрету отпора
Фебруара 1939. године, после пада Барселоне и пораза Шпанске републике, заједно са другим борцима Интернационалних бригада, одлази у Француску. Током боравка у Француској, налазио се у логорима Сен Сипријен и Гирс, и војном затвору у Бордоу и Поу. Због политичког рада у логорима и организовања разних манифестација, заједно са Вјећеславом Цветком и Иваном Трипином, средином 1940. године, изведен је пред Војни суд, који их је осудио на шест месеци затвора. Пошто им је у казну урачунат боравак у притвору, пуштени су октобра 1940. године.
После изласка из затвора, успео је да се пребаци у Марсеј, где се прикључује Покрету отпора. Истовремено је радио и на повратку југословенских шпанских бораца из француских логора у Југославију. После две године, илегално је прешао у Швајцарску, где је радио на организовању југословенских антифашиста. Потом се 1944. године поново вратио у Француску, где је, уз помоћ Покрета отпора и Америчке армије, организовао пребацивање око 1.500 Југословена из Швајцарске у Југославију, ради укључивања у Народнослободилачку војску Југославије (НОВЈ). Крајем 1944. године, пре завршетка рата, почиње дипломатску каријеру као генерални конзул и војни изасланик у Марсеју.

### Послератни период
После ослобођења Југославије, 1945. године, вратио се у домовину и наставио рад у дипломатској служби. Године 1948. именован је на положај министра саветника у амбасади у Паризу, а следеће године на исту функцију у Москви, где је остао до 1950. Потом је био амбасадор Југославије у Бриселу, до 1953, Токију (1955—1958), Буенос Ајресу (1961—1963) и Стокхолму (1967—1970), где је завршио своју дипломатску каријеру. По повратку у земљу, до пензије је радио у Савезној скупштини СФРЈ, као саветник за међународне односе.
Био је један од оснивача Удружења шпанских бораца Југославије, чији је председник постао 1999. године.
Умро је 31. децембра 2006. године у Београду.
Носилац је неколико иностраних и југословенских одликовања, међу којима су Орден заслуга за народ са златном звездом и Орден братства и јединства са златним венцем. Године 2006, поводом обележавања седамдесете годишњице почетка Шпанског грађанског рата и оснивања Интернационалних бригада, шпански краљ Хуан Карлос га је одликовао Орденом за грађанске заслуге.

## Фото-галерија
- Лазар Латиновић са друговима у Шпанији, 1937. године. Стоје Лазар Латиновић и Бранко Крсмановић, а седе Мирко Ковачевић, Ратко Павловић Ћићко и Герхард Вајс Брацо.
- Лазар Латиновић (доле лево) са друговима у логору Гирс, 1939. године. Међу осталима, слева на десно: Иван Гошњак, Коста Нађ, Матија Урадин (стоје) и Пеко Дапчевић (чучи до Латиновића).
- Логор Гирс, 1939. године. Час фискултуре. Међу осталима: Слободан Митров, Лазар Латиновић и Срећко Манола.